# Hordes
Hordes is een tabletopspel van Privateer Press. Het werd aangekondigd op Gencon 2005 en werd uitgebracht op 22 april 2006.
Ondanks dat Hordes een op zich zelf staand spel is, is het ook 100% speelbaar met de oudere broer, het spel Warmachine. Beide spellen spelen in de fantasywereld van de Iron Kingdoms. De Hordes verhalen spelen zich voornamelijk af in de door mensen weinig bevolkte gebieden tussen de steden van Immoren. Immoren is het continent waar zowel Warmachine als Hordes zich afspeelt.

## Gameplay
Hordes is in veel aspecten gelijk aan Warmachine. Als je al bekend bent met het spelen van Warmachine, ken je de basisbeginselen van Hordes al. Het basis mechanisme is hetzelfde als Warmachine: gooi met twee zeszijdige dobbelstenen (d6), tel de statistieken van je model er bij op en vergelijk het totaal met de statistieken van het model van de tegenstander. Verder zijn bijna alle regels die je kent uit Warmachine overgenomen in Hordes. De belangrijkste uitzondering is Fury. Dit vervangt het Focus systeem van Warmachine.

## Hordes/Warmachine Verschillen
In plaats van een Warcaster, voert bij Hordes een Warlock je leger aan. Een warlock is een krachtige persoon die gebruikmaakt van magie. Hij/zij verzamelt de Fury van zijn warbeasts om spreuken uit te voeren en schade te helen. Het Hordes equivalent van steamjacks zijn de Warbeasts, grote wilde beesten. De Warlock kan Warbeasts forcen (dwingen) om speciale aanvallen te doen. Door warbeasts te forcen, bouwen ze fury punten op. De Warlock kan deze fury punten "leach" in zijn eigen fury voorraad, anders zal de warbeast steeds meer Fury opbouwen totdat de warlock de controle over een warbeast verliest. Als dat gebeurt barst een warbeast los in een ongecontroleerde woede. Dit systeem wordt ook wel een "Risk Management" systeem genoemd, in tegenstelling tot het "Resource Management" systeem van Warmachine.

## Factions
Hordes kent vier verschillende factions(rassen):
De Trollbloods zijn een verzameling van verschillende troll soorten, die samenwerken om de beschaafde naties en overige wilde legers terug te drukken uit hun territorium. Trollkin, Trolls, Pygmy Trolls, Pyre Trolls & Dire Trolls maken tot dusverre deel uit van het Trollblood leger. Matt Wilson van Privateer Press heeft verklaard dat de faction van de Trollbloods de rode draad is in de verhaallijnen van Hordes. De trollbloods zijn zeer sterk in close combat gevechten.
De Circle Orboros is een sterke groep druïden die gebruikmaken van de natuurkrachten tegen hun vijanden. De Circles spelen zeer snel en geniepig, met zeer sterke magische krachten en Elemental Constructs, vrij trage maar krachtige en zwaar bepantserde wezens.
De Legion of Everblight is een leger bestaande uit getransformeerde en verdraaide wezens die de opnieuw gewekte draak Everblight dienen. De Legion wordt geleid door de ogrun Thagrosh, Prophet of Everblight. De kracht van de Legion ligt in een extreem sterke aanvallen. Dit is een zeer krachtig leger om mee te beginnen vanwege de Carnivean in het warpack.
De Skorne zijn een oorlogsgek en wild ras van nomaden. Vanuit het oosten hebben ze de Bloodstone Marches ingenomen. De Skorne wordt beschreven als een zeer geordend en militair leger, met goede bepantsering en veel discipline. De Skorne hebben een grote citadel gebouwd in de stormlands op bevel van hun leider, de ex-koning van Cygnar, Vinter Raelthorne.